# Liste der Flüsse in South Dakota
Die Liste der Flüsse in South Dakota nennt alle Flüsse im US-Bundesstaat South Dakota in alphabetischer Reihenfolge und nach Einzugsgebieten geordnet.

## Nach Einzugsgebieten

### Einzugsgebiet des Minnesota River
- (Minnesota River)
  - Little Minnesota River
    - Jorgenson River

  - Whetstone River
  - (Yellow Bank River in Minnesota)
    - North Fork Yellow Bank River
    - South Fork Yellow Bank River

  - (Lac qui Parle River in Minnesota)
    - West Branch Lac qui Parle River

### Einzugsgebiet des Missouri River
- Missouri River
  - Little Missouri River
  - Grand River
    - North Fork Grand River
    - South Fork Grand River

  - Moreau River
    - Little Moreau River

  - Cheyenne River
    - Hat Creek
      - Indian Creek

    - French Creek
    - Rapid Creek
      - Castle Creek

    - Belle Fourche River
      - Owl Creek
      - Redwater River

    - Cherry Creek

  - Bad River
  - White River
    - Wounded Knee Creek
    - Little White River

  - (Niobrara River in Nebraska)
    - Keya Paha River (via )

  - James River
    - Elm River
      - Maple River

  - Vermillion River
    - Little Vermillion River

  - Big Sioux River
    - Indian River (Big Sioux River)

### Einzugsgebiet des Red River of the North
- (Red River of the North in Minnesota)
  - Bois de Sioux River

## Alphabetische Reihenfolge
B

- Bad River
- Big Sioux River
- Belle Fourche River
- Bois de Sioux River

C

- Castle Creek
- Cherry Creek
- Cheyenne River

E

- Elm River

F

- French Creek

G

- Grand River

H
- Hat Creek

I

- Indian Creek
- Indian River Big Sioux River

J

- James River
- Jorgenson River

K

- Keya Paha River

L

- Lac qui Parle River, West Branch
- Little Minnesota River
- Little Missouri River
- Little Moreau River
- Little Vermillion River
- Little White River

M

- Maple River
- Missouri River
- Moreau River

N
- North Fork Grand River

O
- Owl Creek

R

- Rapid Creek
- Redwater River

S

- South Fork Grand River

V

- Vermillion River

W

- Whetstone River
- White River
- Wounded Knee Creek

Y

- Yellow Bank River, North Fork and South Fork